# 益子峰行
益子 峰行（ましこ　みねゆき、1942年8月6日 - ）は、北海道出身の元スキージャンプ選手。
札幌商業高等学校-駒澤大学-北海道拓殖銀行
札幌オリンピックでは代表に選ばれ、開会式で旗手を務めたものの競技では出番はなく、チームマネージャー的な役割を果たした。
1974年ノルディックスキー世界選手権代表となり70ｍ級31位だった。

## 日本国内での主な競技成績
- 1960.02.14(日) 第6回森永杯争奪ジャンプ大会 高校生の部優勝
- 1961.01.08(日) 第2回雪印杯全日本ジャンプ大会 少年の部優勝
- 1962.01.21(日) 第35回全日本学生スキー選手権大会 二部優勝
- 1964.03.15(日) 第37回全日本学生スキー選手権大会 二部優勝
- 1966.12.11(日) 第4回羊蹄シャンツェ全道ジャンプ大会 一般の部優勝
- 1966.12.18(日) 第3回倶知安町長杯全道ジャンプ大会 一般の部優勝
- 1967.01.25(水) 第2回雪印杯全日本ジャンプ旭川大会 成年の部優勝
- 1968.01.28(日) 第23回北海道スキー選手権大会 成年の部優勝
- 1970.02.22(日) 第25回国民体育大会冬季大会 成年の部優勝
- 1973.01.28(日) 第28回全道スキー選手権大会 成年の部優勝
- 1974.02.03(日) 第52回全日本スキー選手権大会 成年の部優勝
- 1974.03.01(金) 第45回宮様スキー大会国際競技会 成年の部優勝
- 1974.03.17(日) 第9回雪印杯全日本ジャンプ旭川大会 成年の部優勝
- 1974.04.07(日) 第2回野沢温泉ジャンプ 成年の部優勝

## その他
札幌オリンピックで補欠に決まった後、笠谷幸生のサポートに徹して、殺到するカメラマンとの距離を作り金メダルの陰の立役者となった。笠谷とは青森での大会で日本酒とメザシを肴に打ち解け、以来「あの笠谷さんが唯一いうことを聞いた人」と呼ばれた。